# Time for After
«Tiempo para Después» —título original en inglés: «Time for After»— es el séptimo episodio de la octava temporada de la serie de televisión posapocalíptica, horror The Walking Dead , que salió al aire en el canal AMC el 3 de diciembre de 2017. Fox hizo lo propio en España e Hispanoamérica el día 04 del mismo mes, respectivamente. Matthew Negrete y Corey Reed se encargaron en el guion del episodio, mientras que Larry Teng se encargó en dirigir el episodio.

## Trama
Afuera del Santuario, Daryl (Norman Reedus), Tara (Alanna Masterson), Michonne (Danai Gurira) y Rosita (Christian Serratos) planean tomar un camión de basura y atravesar las paredes del recinto, permitiendo que los caminantes que rodean el edificio se inunden y atacar a los salvadores. Mientras discuten los asuntos, Morgan (Lennie James) llega, habiendo escuchado su discusión, y ofrece el apoyo de él y su grupo de francotiradores que están monitoreando el Santuario bajo las órdenes de Rick (Andrew Lincoln). Rosita comienza a preocuparse por ir en contra del plan de Rick y se va, mientras que Michonne todavía no está segura de si esta es la acción correcta, sabiendo que la situación, como está, está trabajando para mantener confinados a los salvadores.
Adentro del Santuario, Eugene (Josh McDermitt), que es consciente de que Dwight (Austin Amelio) es el topo dentro del rango de Negan (Jeffrey Dean Morgan) que permitió que el plan de Rick funcionara, lucha con qué acción tomar. El Padre Gabriel (Seth Gilliam), que ha sido tomado como prisionero por Negan y detenido en la enfermería, intenta convencer a Eugene para que haga lo correcto para ayudar a las comunidades alíadas de Alexandria, Hilltop y El Reino. Eugene luego se encuentra con Dwight, quien le advierte a Eugene que Negan es una persona terrible que atacará a sus amigos y que él puede ayudar a eliminar a Negan pero solo a través de la ayuda de Eugene. Eugene, habiendo ganado más confirmación de sus sospechas sobre la duplicidad de Dwight, jura su lealtad a Negan antes de irse.
Más tarde, Negan convoca a Eugene y le pregunta sobre el progreso que ha hecho para descubrir cómo librar a los caminantes del Santuario, y se convertirá en el segundo al cargo si lo hace. A Eugene se le ocurre la idea de crear un avión no tripulado planeador con un altavoz para atraer a los caminantes; sin embargo, se ve obligado a localizar el ataúd que Negan iba a llevar a Sasha a Alexandria y encontrar el iPod que él le había dado antes de suicidarse en el camino, obligándolo a revivir ese recuerdo. Con el planeador listo para ser lanzado, Dwight sostiene a Eugene a punta de pistola en el techo, recordándole que Negan buscará a Rick y sus amigos si continúa con esto. Eugene decide lanzar de todos modos, pero Dwight dispara al dron antes de que pueda atraer a los caminantes. En ese momento, Daryl conduce el camión hacia las paredes del Santuario, permitiendo que los caminantes inunden los pisos inferiores del Santuario. Muchos de los trabajadores son asesinados, pero los tenientes de Negan lideran un asalto para mantener a raya a los caminantes. Eugene, enfurecido por los acontecimientos, le dice a Gabriel que hará lo que lo mantiene vivo y que permanecerá leal a Negan. Luego va a ver a Negan, preparándose para informarle que Dwight es el doble agente de Rick, pero Dwight y Regina (Traci Dinwiddie) llegan de repente, lo que hace que Eugene no llegue a revelar la traición de Dwight. Luego regresa a su habitación y, en medio del constante sonido de disparos, comienza a emborracharse con vino para tratar de ahogar el ruido.
En otra parte, Rick intenta negociar su liberación con Jadis (Pollyanna McIntosh) la líder de los carroñeros, pero ella se niega nuevamente y toma fotografías del cuerpo semidesnudo de Rick en diferentes ángulos, con la intención de utilizar las fotos como referencias para una escultura que planea crear de él. Luego, Rick saca del contenedor de almacenamiento y lo lleva al centro del depósito de chatarra con un carroñero. Luego lo obligan a arrodillarse, antes de que Jadis presente un caminante ligeramente armado como método de ejecución. Capaz de obtener la sartén por el mango, Rick amenaza a Jadis a dejarlo ir o morir; ella lo deja ir. Rick luego hace un trato para permitir que los carroñeros compartan los suministros de los salvadores si se unen a él, pero Jadis exige ver la situación en el santuario antes de que ella o su gente se comprometa con el plan de Rick. Los carroñeros son guiados por Rick al perímetro exterior del recinto. Al entrar, Rick encuentra a uno de sus francotiradores muerto, siendo devorado por un pequeño grupo de caminantes. Incapaz de eliminar a los otros francotiradores, Rick sube la torre de agua y observa el área desde un terreno más alto. Mirando hacia el frente del Santuario, Rick mira horrorizado al patio del Santuario, completamente desprovisto de caminantes, solo para ver un camión de basura abandonado y una puerta abierta con un agujero gigante en la pared del complejo, alarmado por él.

## Recepción

### Recepción crítica
"Time for After" recibió críticas generalmente positivas de los críticos. En Rotten Tomatoes, tiene un 79% con una calificación promedio de 6,25 sobre 10, sobre la base de 19 revisiones. El consenso del sitio dice: "Tiempo para después" mejora el episodio anterior de TWD centrándose en la lucha emocional de Eugene. Muchos críticos notaron el rendimiento emocional de Josh McDermitt, así como el cambio de ritmo del episodio anterior, como destacados del episodio.
Zack Handlen de The A.V. Club calificó el episodio como B y dijo: "Rick tenía un plan, ese plan no funciona. Podemos ver que las cosas comienzan a cambiar antes que él, y la última foto de él se da cuenta de la cantidad de problemas está trabajando, terminando la hora con una nota fuerte. "
Steve Ford de  TV Fanatic  le dio al episodio 4 de 5 estrellas, diciendo que  Time for After  enfocó más a una variedad más pequeña de personajes y permitió que sus historias se desarrollaran y jugaran más naturalmente. sin prisa. Como resultado, el episodio fue mucho mejor para él ".

### Ratings
El episodio promedió una calificación de 3,3 entre los adultos de 18 a 49 años, y tuvo una audiencia de 7,47 millones de espectadores, lo que marcó una disminución en la audiencia de la semana anterior.